# Юріхама

35°29′24″ пн. ш. 133°51′53″ сх. д. / 35.49000° пн. ш. 133.86472° сх. д.
Юріхама (яп. 湯梨浜町) — містечко в Японії, в повіті Тохаку префектури Тотторі.